# Hegesinos z Pergamonu
Hegesinos z Pergamonu, gr. Ἡγησίνος (III/II wiek p.n.e.) – grecki filozof z platońskiej Akademii. Przedstawiciel sceptycyzmu akademickiego, uczeń Euandra i jego następca jako scholarcha (kierownik) Akademii; nauczyciel Karneadesa z Cyreny.